# Pasquale Ruju
Pasquale Ruju (Nuoro, Italia, 26 de octubre de 1962) es un escritor, guionista de cómic y actor de televisión y de doblaje italiano.

## Biografía
Hijo del pintor y poeta Antonio Ruju, tras licenciarse en Arquitectura en el Politécnico de Turín empezó la carrera de actor, dedicándose principalmente al doblaje de personajes de seriales televisivos (entre ellos Guiding Light) y de dibujos animados. En 2007 volvió a la actuación para interpretar el papel de Leonardo Savio en el serial italiano Vivere.
En 1996 empezó su actividad de guionista de historietas con la editorial Bonelli, incorporándose al equipo del cómic de terror Dylan Dog. Posteriormente escribió guiones para otros personajes de la Bonelli: el cómic de ciencia ficción Nathan Never, la Oesteada Tex, el cómic de temática vampírica Dampyr y el fantástico Martin Mystère. Además, es el creador de dos miniseries: Demian (2006) y Cassidy (2010). Escribió tres historietas autoconclusivas de Le Storie y la miniserie Hellnoir (2015) para Romanzi a fumetti Bonelli.
Para la casa Edizioni E/O escribió tres novelas: Un caso come gli altri (2016), Nero di mare (2017) y Stagione di cenere (2018).